# Zorra (candomblé)
Para outros significados, ver: Zorra.
A Zorra, também chamado de pó pelos frequentadores do candomblé, é preparado com raízes, folhas e muitos ingredientes próprios para feitiço.
A receita só era conhecida pelos mais velhos, não ensinavam para ninguém, e muitos babalorixás ficaram famosos por serem Bom no Pó ou Bom de Pó. Pai Vavá de Bessém era um deles, muito amigo de pai Nezinho de Muritiba, pai Manuel Rufino do Beiru e atualmente Pai Jonir D'Oxum da casa de Caridade São Miguel Arcanjo em cabo frio, Aquarius RJ. Muito temidos no círculo do Candomblé; quando chegavam numa festa de candomblé sem serem convidados, o dono da casa já ficava preocupado se sua casa seria queimada (com a zorra) ou não, eram tratados como reis, pois caso se ofendessem com alguma coisa queimavam a casa. A palavra queimar aqui, não tem o sentido de queimar com fogo, mas de danificar o axé da casa com os elementos contidos no tal Pó. Atualmente o único vivo conhecedor dessas magias é o Pai Jonir D'Oxum.
Se o dono da casa não tivesse muito conhecimento, poderia ter brigas e até o fechamento da casa. Muitas vezes faziam isso por pura maldade, brincadeira ou para testar o dono da casa, para saber se estava preparado para se defender e manter sua casa aberta. A eficiência era tão grande que o efeito era imediato, e a quantidade usada era mínima, carregada embaixo da unha. Os antigos contam que muitos terreiros fecharam depois de terem sido queimados com Zorra.
Atualmente são vendidos em casas de ervas vários tipos de pó para diversas finalidades, tanto para o bem como para o mal.